# Josip Kregar
Josip Kregar (Ogulin, 1. siječnja 1953. - Zagreb, 13. kolovoza 2020.) - hrvatski odvjetnik i političar

## Životopis
Josip Kregar rođen je u Ogulinu. osnovnu školu pohađa u Novom Vinodolskom, a u Šibeniku gimnaziju. Diplomirao je na Pravnom fakultetu u Zagrebu 1976.godine. Radio je na Institutu za društvena istraživanja od 1976. do 1982. kao znanstveni istraživač. 1982. godine brani svoj istraživački rad “Politički aspekti odnosa uprave i građana – empirijski test mogućnosti utjecaja”. Zaposlen je na Katedri kao asistent za nauku te brzo prelazi na Katedru za sociologiju. Cjelokupni njegov rad predstavlja suradnja, mentorstvo i utjecaj koji je na njega imao akademik Eugen Pusić, koji mu je ujedno bio imentorr izradi doktorske disertacije.
Doktorom znanosti postaje 1991. godine, obranom svog rada pod naslovom “Deformacije organizacijske strukture: hijerarhija i solidarnost”. Cijelom svojom karijerom usavršavao se, znanstveno na nekoliko međunarodnih uglednih visokoobrazovnih ustanova. Redoviti je profesor bio na Pravnom fakultetu u Zagrebu te također izabran za dekana.  Preminuo je 13. kolovoza 2020. u 67. godini života.